# Dana Wyse
Dana Wyse, née le 9 août 1965 à Vancouver, est une écrivaine et artiste visuelle canadienne.

## Biographie
Dana Wyse obtient son diplôme des beaux-arts à l'Université de la Colombie-Britannique en 1991. Elle vit et travaille à Vancouver, en Colombie-Britannique.
Au début de sa carrière, Dana Wyse développe un travail photographique d'exploration du Canada, de son histoire et de son environnement. Les photographies de Dana Wyse ont été publiées dans le livre Vancouver : une histoire en photos. En 1996, Dana Wyse a initié son œuvre d'art la plus connue, une installation sur le thème des pilules pharmaceutiques appelée Jesus Had a Sister Productions,. C'est un travail toujours en cours, auquel l'artiste ajoute de nouveaux éléments chaque année.

### Jesus Had a Sister Productions

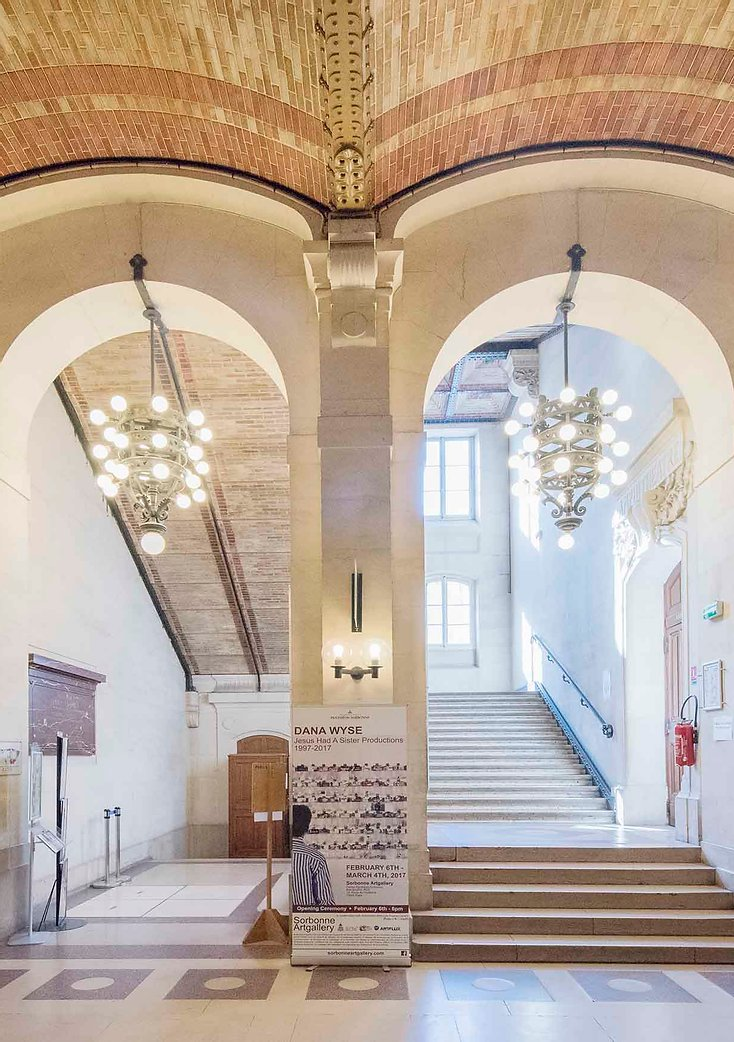
Jesus Had a Sister Productions 1997–2017, Escalier d'honneur, Sorbonne Université

Ce travail de Dana Wyse prend la forme d'une entreprise pharmaceutique fictionnelle. Chaque installation est composée d'une série de pilules, de sprays, de temps en temps de jouets pour enfants et d'autres médias. Ces objets sont emballés dans des sachets en plastique, avec un carton promotionnel agrafé en haut listant leurs vertus. L’œuvre décortique les aspects de relations humaines telles que la confiance, l'amour, la communication, le plaisir et la puissance. La quête féminine utopique de la perfection, réalisée sans délai, est la philosophie sous-jacente de Jesus Had a Sister Productions. Dana Wyse intègre des images publicitaires des années 1960 dans son travail pour souligner en même temps l'absurdité de ces images, ainsi que celle de l'attraction irrépressible de la femme pour le shopping et la consommation de masse.

## Expositions
Dana Wyse a participé à de nombreuses expositions monographiques et de groupes. Ses expositions monographiques ont eu lieu dans des institutions telles que la galerie Artcore (Toronto, 2001), la Third Avenue Gallery (Vancouver, 2001), la galerie Anton Weller (Paris, 2001), la Torch Gallery (Amsterdam, 2002), la New Art (Barcelone, 2002) et de nombreux autres endroits.
En 2017 la galerie d'art contemporain de la Sorbonne célèbre avec l'institut ACTE, le CNRS et le ministère de la Culture français, les 20 ans de Jesus Had a Sister Productions.

## Collections
Les œuvres de Dana Wyse sont en exposition permanente et en vente dans la plupart des grands musées d'art contemporains internationaux tels que le Musée d'art contemporain de Los Angeles, le New Museum of Contemporary Art (New York), Les Abattoirs (Toulouse), le musée d'art moderne de la ville de Paris, le palais de Tokyo (Paris) ou le Château de Montsoreau-Musée d'art contemporain.

Château de Montsoreau-Musée d'art contemporain (2017)
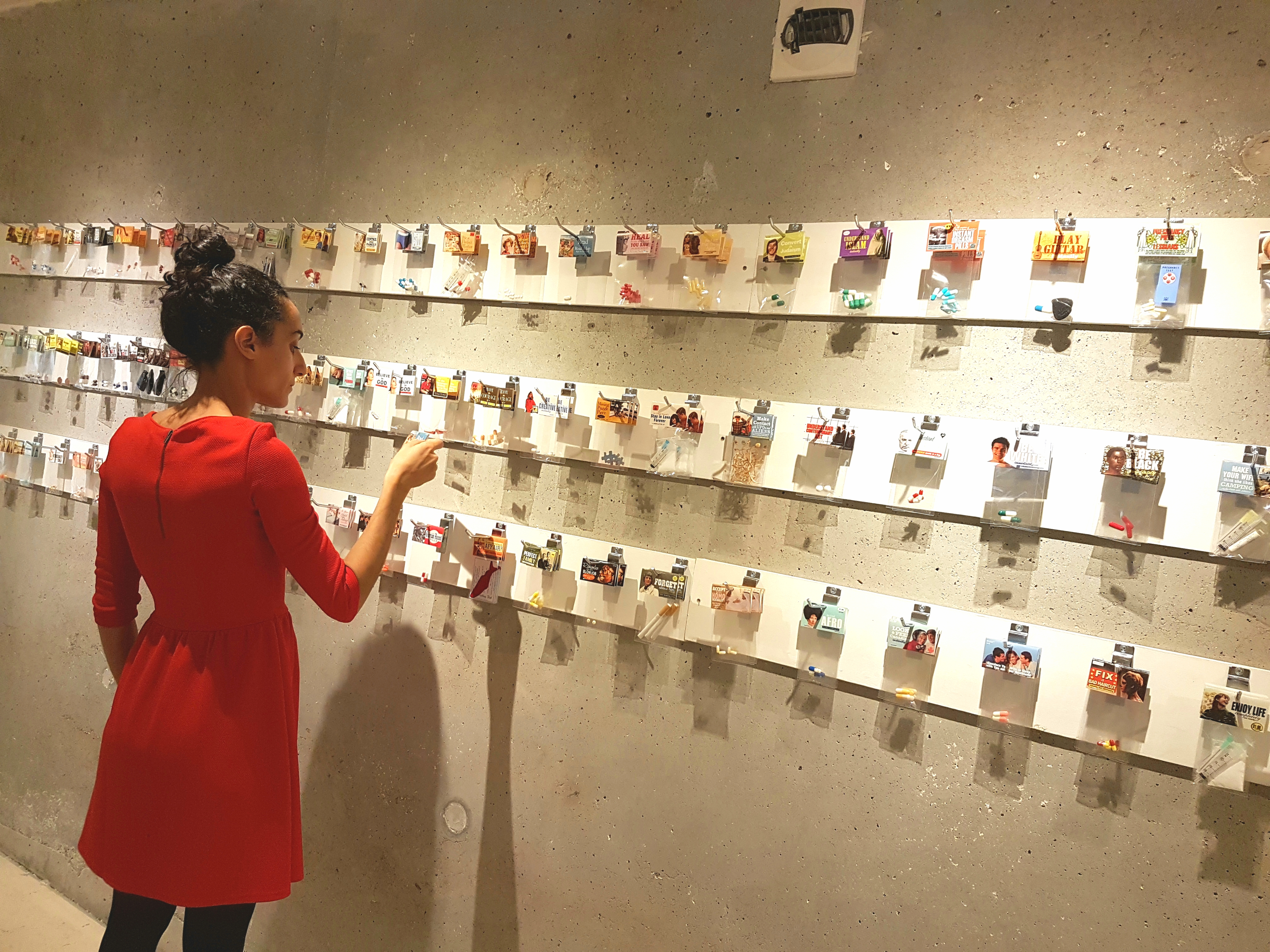
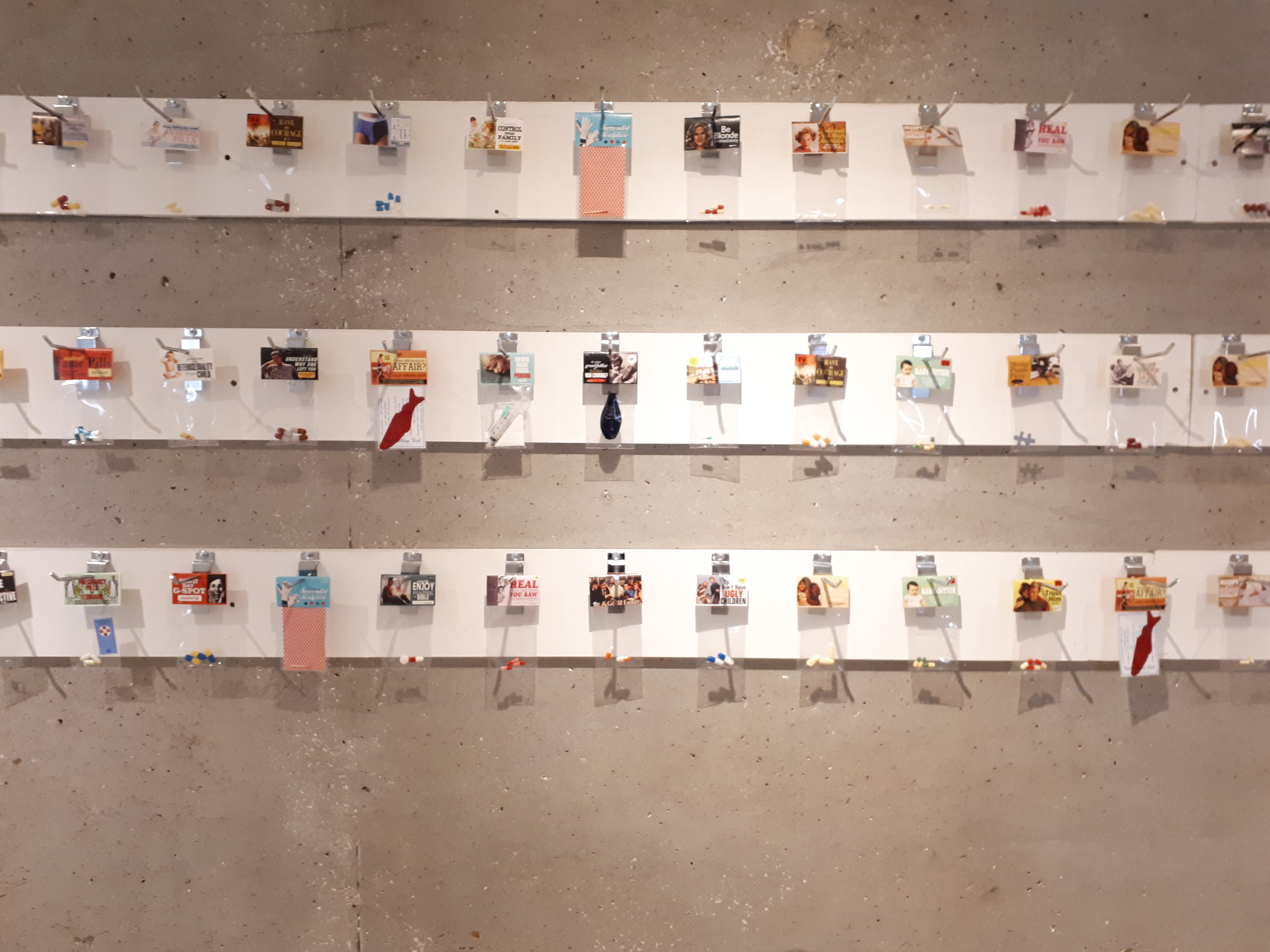
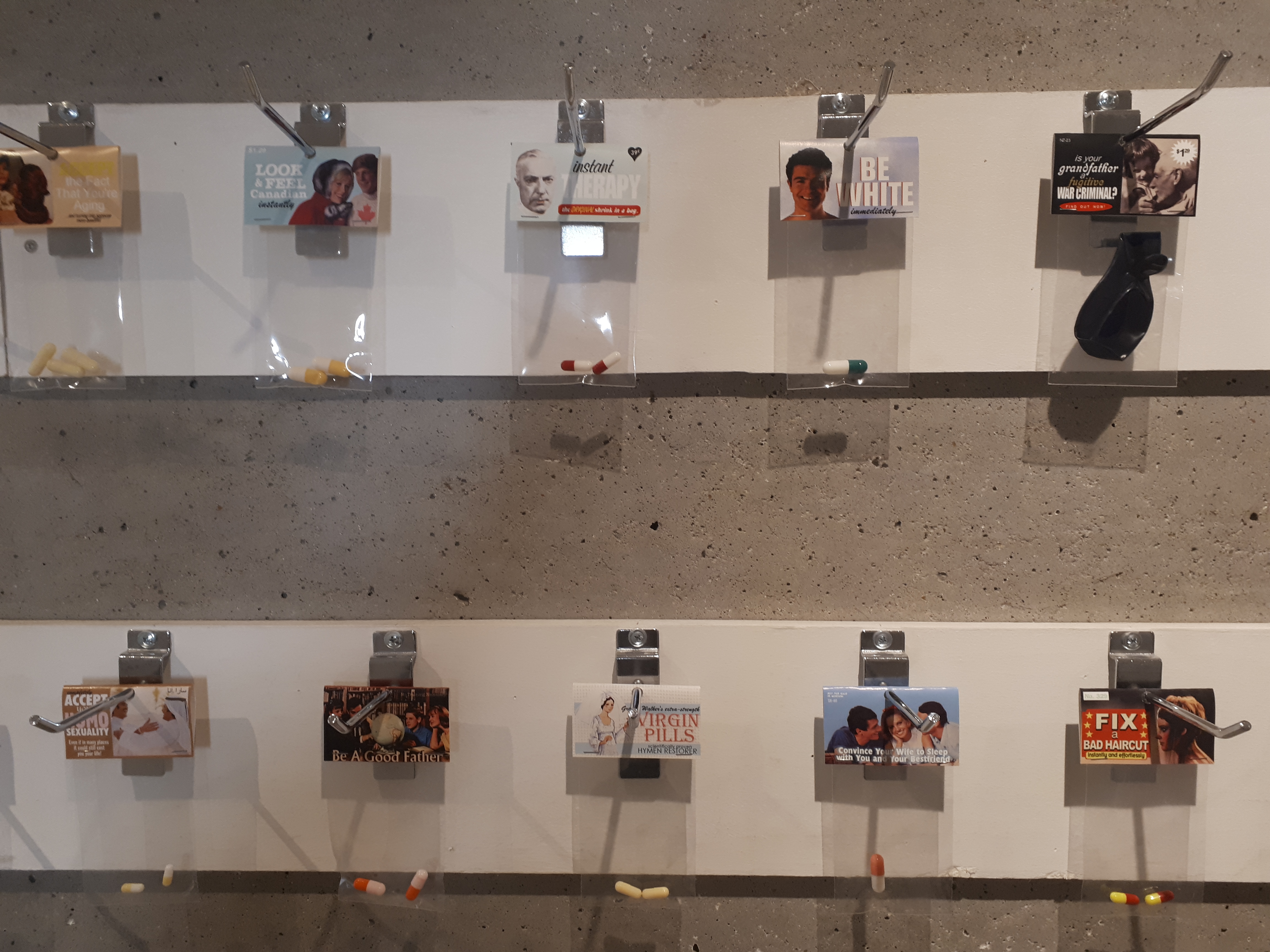